# تمرينات لفافات العضلات
يتم تدريب لفافة العضلات بالحركة أو طريقة التدريب الرياضي للترويج المستهدف لخصائص النسيج الضام العضلي، اللفافة. اللفافة هي تشكيلات نسيج ضام ليفي للجهاز العضلي الهيكلي، حيث يتم تكييف بنيتها بشكل أساسي مع أحمال الشد المتكررة التي يمارسها الشخص. يتم تحديد قوة الشد وقابلية التمدد لهذا النسيج الليفي الذي يميل إلى اللون الأبيض في الغالب على نسبة ألياف الكولاجين الموجودة فيه.

## الأصل
من الخلفية المهمة لتطوير تدريب لفافة عضلية معرفة أن الغالبية العظمى من الإصابات الناتجة عن الإفراط في ممارسة الرياضة لا تؤثر على ألياف العضلات أو العظام أو الأقراص الفقرية أو هياكل القلب والأوعية الدموية، ولكنها ناتجة عن فشل النسيج الضام الليفي الكولاجيني في الجهاز العضلي الهيكلي. حتى ما يسمى بتمزق الألياف العضلية لا يحدث أبدًا تقريبًا داخل ألياف العضلات الحمراء، ولكن في امتدادات ألياف الكولاجين البيضاء.
بناءً على قانون ديفيس، يُفترض في التدريب اللفافي أن بنية النسيج اللفافي تتكيف مع محفزات الإجهاد المتكررة والتي تمارس بجرعات مناسبة بطريقة تجعلها أكثر قدرة على التعامل مع هذه التحديات في المستقبل. يبدو أن الشرط المسبق لهذا يتجاوز قيمة عتبة معينة - هنا لتمديد الأحمال. وفي حين أن الأحمال المعتدلة كافية لتعزيز نمو الألياف العضلية على المدى الطويل، إلا أن الأحمال العالية مطلوبة لتقوية الأوتار وألواح الأوتار التي تربط العضلات. من هذه النتائج وغيرها من نتائج البحوث، استنتج الأبطال أن تقوية العضلات الطبيعية أو تدريب القلب والأوعية الدموية لا يضمن أن أنسجة اللفافة مدربة أيضًا على النحو الأمثل أو أن التدريب اللفافي الأمثل يتطلب محفزات إجهاد مختلفة عما هو الحال عادةً مع هذين النوعين التقليديين. أنواع التدريب.
ظهرت المقالة الأولى حول تدريب معين على اللفافات في عام 2012 كمساهمة في الفصل الأول من الكتاب المدرسي الشامل عن اللفافة؛ تم نشره بعد ذلك بقليل في شكل أكثر تفصيلاً في مجلة علمية: وصف المؤلفان «روبرت شليب» و «ديفو جيتا مولر» المبادئ الأساسية الأساسية لمفهوم التدريب بالإضافة إلى عدد من التطبيقات العملية، التي طوروها معًا فيما بعد مع أشخاص آخرين في طريقة Fascial Fitness كفاءة اللفافات . جاءت التحسينات الرئيسية على هذه الأساسيات أيضًا من المؤلف الأمريكي ومعالج الجسد توماس مايرز، ومن مقوم العظام الرياضي الكندي ويلبور كيلسيك ومن معلمي الرياضة الألمان ماركوس روسمان وستيفان دينموسر.

## بنية اللفافة
يتكون النسيج الضام الليفي (اللفافة) أساسًا من الكولاجين وعدد قليل من ألياف الإيلاستين، والتي يتكون من مادة أساسية من مركبات بروتين السكر والماء. هذه الشبكة تمر عبر الجسم في جميع الاتجاهات. يتم تكوين الألياف ومعظم مكونات المواد الأساسية وصيانتها بواسطة خلايا النسيج الضام، الخلايا الليفية، والتي تشكل بحد ذاتها نسبة صغيرة جدًا من الحجم.
الميزة الخاصة للفافة هي قدرتها البنيوية الهائلة على التكيف مع أحمال الشد الصعبة المتكررة. اعتمادًا على الحمل، يصبح النسيج الضام مستقرا بشكل متزايد. يتكيف اتجاه الألياف مع اتجاهات السحب السائدة. يتشكل الشريط الحرقفي الشحمي القوي كصفيحة وتر قوية على الجزء الخارجي من الفخذ البشري فقط من خلال حمل الساق الواحدة عند المشي والجري، في حين أنه لا يمكن التعرف عليه عند الأطفال الذين يزحفون أو عند مستخدمي الكراسي المتحركة. على العكس من ذلك، فإن راكبي الخيل الذين يقضون عدة ساعات في اليوم على ظهور الخيل لديهم تقوية واضحة للتركيبات اللفافية على الفخذين الداخليين.
غالبًا ما يكون للنسيج اللفافي لدى الأشخاص الأصغر سنًا بنية شبكة ثنائية الاتجاه تشبه المقص في اللفافة المغلفة، بينما تسود في كبار السن بنية ألياف متعددة الاتجاهات أو غير اتجاهية مماثلة للنسيج اللباد.
تُظهر ألياف الكولاجين الفردية بنية موجية واضحة بشكل واضح عند الشباب. كلا الخاصيتين - المحاذاة ثنائية الاتجاه وهيكل الموجة - تضيعان مع قلة الحركة ومع تقدم العمر.
حينئذ تتشكل وصلات متصالبة عشوائية مضطربة على نحو متزايد في نسيج اللفافة. وبالتالي تفقد شبكة الألياف مرونتها وتشكيل الالتصاقات والتشابك. تمكنت الدراسات العلمية من تأكيد الافتراض القائل بأن الجهد البدني الكافي يؤدي إلى إعادة تشكيل البنية اللفافية في اتجاه زيادة بنية الموجة بالإضافة إلى زيادة سعة التخزين المرنة وتحسين قوة الشد.

## تأثير المنجنيق
تستفيد حيوانات الكنغر والغزلان من «آلية المنجنيق» في أسلوبها في القفز: يتم شد أوتار ولفافة الساقين مثل الأربطة المطاطية المرنة، والإطلاق المستهدف للطاقة الحركية المخزنة فيها يتيح القفزات المذهلة.
عند فحص عضلات وأوتار الساق البشرية، وجد أن تخزينًا وتفريغًا مشابهًا بشكل أساسي للطاقة الحركية يحدث هنا كما هو الحال في الغزلان. عند القفز والجري، يأتي جزء كبير من قوة التسارع من الربيع الديناميكي للواجهة.
أثناء الحركات المرنة والنابضة، نادرًا ما تغير ألياف العضلات طولها، في حين تطول الأوتار وألواح الوتر اللفافي وتقصير بوضوح شديد في تغيير نابض في الطول وبالتالي تساهم بشكل كبير في الحركة. ساهمت التطبيقات الجديدة لفحوصات الموجات فوق الصوتية عالية الدقة على الأشخاص الأحياء على وجه الخصوص في هذه النتيجة.
لذلك فإن الهدف الأساسي لتدريب اللفافة هو تحفيز الخلايا الليفية لبناء والحفاظ على بنية شبابية مرنة في النسيج الضام العضلي. الجرعات الصحيحة، يمكن أن تكون بعض المعلقات المرنة أسبوعيًا كافية للحث على سعة تخزين مرنة أعلى على مدى عدة أشهر، حتى عند كبار السن.

## عناصر التدريب
في المنشورات الأولى حول تدريب اللفافة من قبل شليب ومولر، تم إدراج العناصر التدريبية الأربعة التالية:
1. الينابيع / مرونة الارتداد - آلية المنجنيق
2. التمديد / `` تمديد اللفافة - شد السلاسل الطويلة (العمل على استطالتها)
3. تنشيط / «تحرير اللفافة» - المعالجة الذاتية باستخدام بكرة اللفافة
4. الاستشعار / تحسين وعي الجسد (= الحس العميق).

## انتقاد
هناك أصوات انتقادية فيما يتعلق باستخدام بكرات اللفافة التي تحذر من الاستخدام المفرط دون استشارة طبية، خاصة للأشخاص الذين قد يكون نسيجهم الضام عرضة للإصابة. من حين لآخر، هناك شك في إمكانية تغيير التصاقات الكبيرة في النسيج الضام بشكل فعال عن طريق التمدد أو استخدام بكرات. من المفترض أيضًا أن يتم تدريب اللفافة لدى الأشخاص الأصحاء بالفعل على النحو الأمثل من خلال تدريب العضلات التقليدي، وبالتالي لا تتطلب أي تدريب محدد ما لم يكن هناك عجز في منطقة اللفافة.
بينما توجد دراسات علمية حول الفعالية السريرية لعناصر التدريب الفردية الأربعة لتدريب اللفافة، لم يكن هذا هو الحال بعد فيما يتعلق بالتطبيق المشترك لجميع المكونات الأربعة. يتفق معظم الأبطال الحاليين لهذه الطريقة أيضًا على أن هناك حاجة إلى مزيد من الدراسات لتكون قادرًا على تقييم تأثيرات تدريب اللفافة الشامل بشكل أفضل. يتم انتقاد الاتجاه الذي يتم فيه الإعلان عن تدريب اللفافة بدلاً من تدريب العضلات، على الرغم من أنه ينبغي اعتباره مكملًا.

## المؤلفات
- . ISBN:978-3-437-55306-6. {{استشهاد بكتاب}}: الوسيط |title= غير موجود أو فارغ (مساعدة)
- . ISBN:978-3-86883-483-3. {{استشهاد بكتاب}}: الوسيط |title= غير موجود أو فارغ (مساعدة)
- . ISBN:3-517-09387-4. {{استشهاد بكتاب}}: الوسيط |title= غير موجود أو فارغ (مساعدة)

## اقرأ أيضا
- كرة القنفذ
- بكرة اللفافة